# 週刊少年サンデーの増刊
週刊少年サンデーの増刊（しゅうかんしょうねんサンデーのぞうかん）では、小学館刊行の日本の少年向け漫画雑誌『週刊少年サンデー』の増刊号（「週刊少年サンデーS」、「少年サンデー特別増刊R」以外）について述べる。

## 概要
ここでは単発・シリーズなど様々な形で発行された増刊号を紹介。

### 少年サンデー大別冊
特別編集として1986年から1987年にかけて刊行。

### 少年サンデーSpecial
特別編集スペシャル増刊として1988年から1989年にかけて刊行。

### オープン大増刊
1991年から1992年にかけて刊行。

### 特別企画のコラボレーション
名探偵コナン＆金田一少年の事件簿
『週刊少年サンデー』（小学館）と『週刊少年マガジン』（講談社）の創刊50周年記念のコラボ企画「コナン&金田一」の一環として2008年に発刊。12冊のうち奇数号がサンデーの増刊にあたる。

### 単発
少年サンデー25
1984年4月発売。創刊25周年の記念増刊。掲載作品は全て新作・読み切りだった。
犬夜叉 キャラクター登場編
『犬夜叉』の主要キャラの初登場エピソードやアニメの情報などを掲載した特別編集増刊。2001年に発刊。
犬夜叉
オリジナルの描き下ろし作品『犬夜叉VS殺生丸』を収録。2003年に発刊。
野球増刊SCUD
野球関係の企画と14本の野球まんがで構成された。2007年刊行。
週刊少年サンデー  プレミアム号  永久保存版  特別増刊記念号
2008年に抽選でプレゼントされた非売品。2000年代ヒット作品の第一話が収録されている。
少年サンデー1983
『サンデー』の創刊50周年記念の特別増刊として発刊。1983年当時の『サンデー』の主力連載作品や表紙などを収録。また、「スペシャルインタビュー黄金時代9人の作家」として1983年当時のサンデー連載人気漫画家（あだち充、高橋留美子、村上もとか、新谷かおる、細野不二彦、原秀則、石渡治、岡崎つぐお、島本和彦）、およびその他連載陣10人のインタビューを掲載した。